# Euphaedra flavofasciata
Euphaedra flavofasciata är en fjärilsart som beskrevs av M.Gaede 1916. Euphaedra flavofasciata ingår i släktet Euphaedra och familjen praktfjärilar. Inga underarter finns listade i Catalogue of Life.